# Colombianska inbördeskriget 1876
Colombianska inbördeskriget 1876 (även kallat Skolornas krig) var ett inbördeskrig i Colombia som utkämpades 1876–1877. Orsakerna daterade sig tillbaka till åren runt 1870, då medlemmar av Colombias liberala parti som leddes av radikale Eustorgio Salgar försökte införa folkskola, medan Colombias konservativa parti enbart var för utbildning i Romersk-katolska kyrkans regi.

### Fotnoter
1. ↑  (spanska) Pasions and Interests: Civil war of 1876-1877 in the Sovereign State of Santander[död länk]